# Longyearbyens skola
Longyearbyens skola är en grund- och yrkesskola i Longyearbyen på Spetsbergen i Svalbard med 270 elever.

## Historik

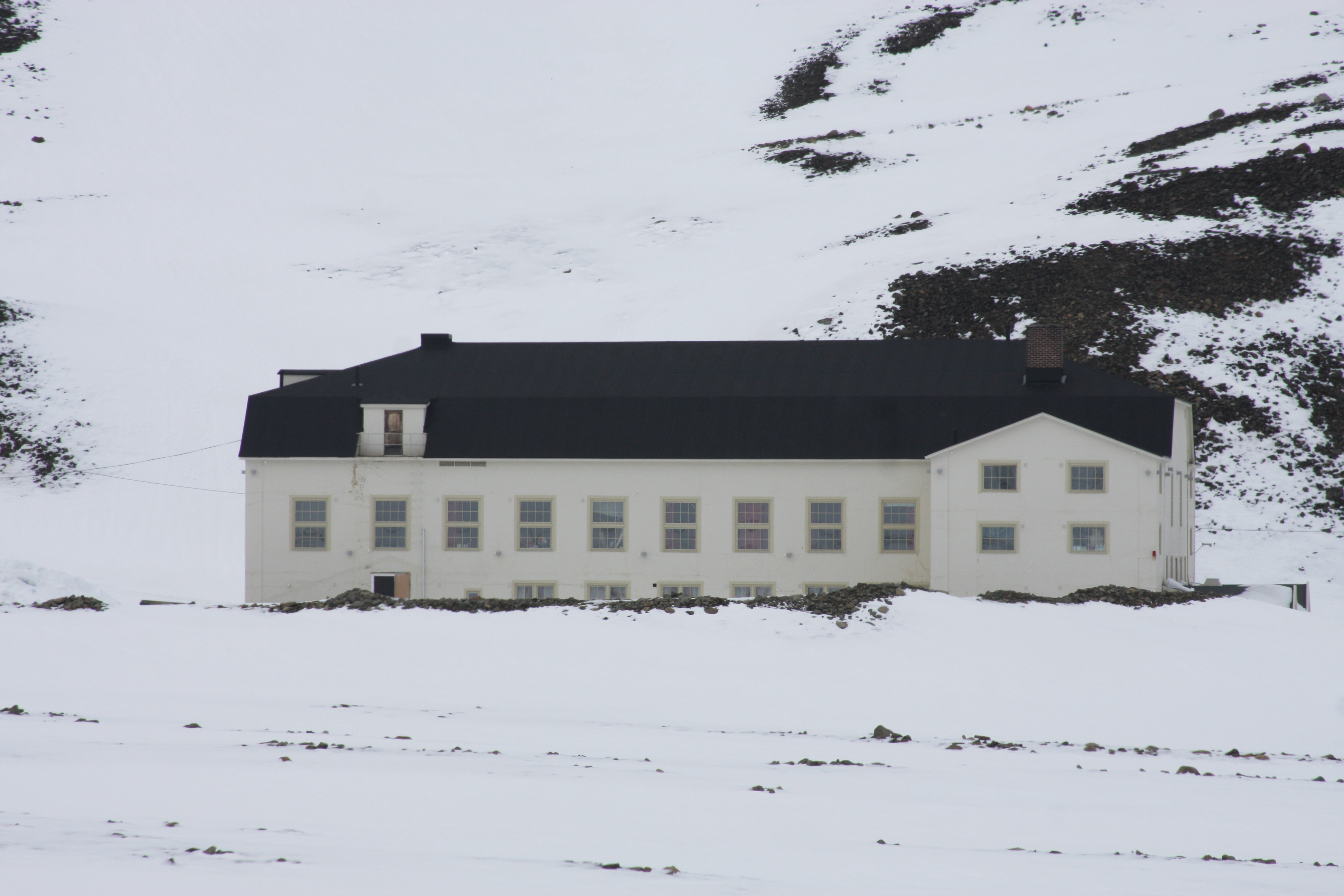
Longyearbyens skola låg i Huset mellan 1951 och 1971.

Skolundervisning i Longyearbyen startade 1920 genom ett samarbete mellan Store Norske Spitsbergen Kulkompani A/S och Norges kyrka. Lärare var församlingens kyrkoherde och undervisningen, till en början med åtta elever, skedde i en liten, 4 x 3 meter stor barack vid kyrkan. När den första Svalbards kyrka stod färdig 1921, uppläts kyrkans läsesal på 20 kvadratmeter som undervisningslokal. 
År 1926 undervisades 16 elever. År 1937 lagfästes bruksskolan i Longyearbyen, och en egen skolbyggnad stod klar 1938. Den förstördes dock i september 1943, när tyskarna brände ned staden i Operation Zitronella. Under evakueringen av Spetsbergen 1942–45 bedrevs utbildning av barn från Spetsbergen i ett slott i Storbritannien.
Undervisningen återupptogs 1946 efter andra världskriget, och då i tillfälliga lokaler i ett litet hus med två rum i Haugen. Den inrymdes från 1951 i två rum i andra våningen i det då färdigställda gemenskapshuset Huset vid Nybyen.
Skolan omorganiserades 1954 till två klasser. Yrkeslärare anställda av Store Norske Spitsbergen Kulkompani tog över undervisningen från kyrkoherden. Bolaget fick finansiellt stöd av staten. Från 1957 fanns en rektor och undervisningen bedrevs i tre klasser. År 1971 stod en ny skola färdig i Haugen, och samtidigt infördes en nioårig skolgång. I den nya skolan fanns också en gymnastiksal och en 12,5 meters simbassäng. 
Skolan övertogs och finansierades från 1976 av norska staten genom Kunnskapsdepartementet. År 2007 tog i sin tur Longyearbyens lokalstyre över huvudmannaskapet.